# Philippe Cassou-Noguès
Philippe Cassou-Noguès (Paris, 1944) é um matemático francês, que trabalha com teoria algébrica dos números e geometria aritmética. É professor da Universidade Bordeaux I.
Cassou-Noguès obteve um doutorado em 1977 na Universidade Bordeaux I, orientado por Jacques Martinet, com a tese Structure galoisienne des anneaux d’entiers. No pós-doutorado esteve em 1980 no Instituto de Estudos Avançados de Princeton.
É casado com a matemática Pierrette Cassou-Noguès

## Obras
- com Martin J. Taylor: Rings of integers and elliptic functions. Birkhäuser, Progress in Mathematics, 1987
- com Martin Taylor: Local root numbers and hermitean Galois module structure of rings of integers. In: Mathematische Annalen. Volume 263, 1983, p. 251–261